# Carl Ericsson (1792–1859)
Carl Ericsson, född 2 september 1792 på Kyrkobacken, Ljusnarsbergs socken, död 18 oktober 1859 på Ramsbergs bruk i Ramsbergs socken, var en svensk brukspatron och kommunalpolitiker. Han var far till Harald Ericsson.
Carl Ericsson var son till brukspatron Eric Ericsson. Han växte upp på Abrahamsgård och i Västerås, där han från 1802 var elev vid trivialskolan och 1808-1809 vid Västerås gymnasium. Han upptogs därefter i faderns affärsverksamhet och sedan denne 1810 köpt Ramsbergs bruk fick Carl Ericsson ansvaret för skötseln av Abrahamsgård. Sedan fadern 1812 sålt gården fick han överflytta till Norra Bredsjö, och från 1813 flyttade han till Ramsbergs bruk och upptogs i faderns affärer där. Från 1815 övertog han ansvaret för skötseln av Bredsjö och Ramsbergs bruk och från 1817 var han verksamheternas egentlige ledare, även om vissa frågor fortfarande skedde via brevkonsultation med fadern, som mestadels uppehölls av sin riksdagsverksamhet i Stockholm. Från 1823 arrenderade Carl Ericsson Ramsbergs bruk och halva Bredsjö bruk av fadern. Verksamheten i Ramsberg utvidgades bland annat genom inköp av Liljendal. 1832 ärvde han Ekeby bruk i Fellingsbro socken efter sin bror Eric, men sålde 1853 bruket. Carl Ericsson var även ledamot av kyrkoråd, kommunalnämnd och flera kommittéer i Ramsbergs socken.